# Plosorejo (Kademangan)
Plosorejo is een bestuurslaag in het regentschap Blitar van de provincie Oost-Java, Indonesië. Plosorejo telt 6507 inwoners (volkstelling 2010).